# Cheiloneurus rediculus
Cheiloneurus rediculus is een vliesvleugelig insect uit de familie Encyrtidae. De wetenschappelijke naam is voor het eerst geldig gepubliceerd in 1978 door Trjapitzin & Khlopunov.